# Rolf Bock
Rolf Bock (ur. 5 lutego 1937, zm. 17 stycznia 2022) – niemiecki trener piłkarski.

## Kariera
Bock karierę rozpoczął w maju 1981 roku jako tymczasowy trener pierwszoligowej Borussii Dortmund. W Bundeslidze zadebiutował 15 maja 1981 roku w zremisowanym 1:1 spotkaniu z 1. FC Kaiserslautern. W Borussii pracował do końca sezonu 1981/1982. Przez ten czas poprowadził ją w 4 meczach Bundesligi, którą to Borussia ukończyła na 7. miejscu.
W styczniu 1983 roku Bock został szkoleniowcem zespołu Rot-Weiss Essen, grającego w 2. Bundeslidze. Sezon 1982/1983 ukończył z nim na 14. miejscu. Na początku następnego sezonu, w październiku 1983 roku przestał być trenerem Essen.